# 전쟁과 평화 (오페라)

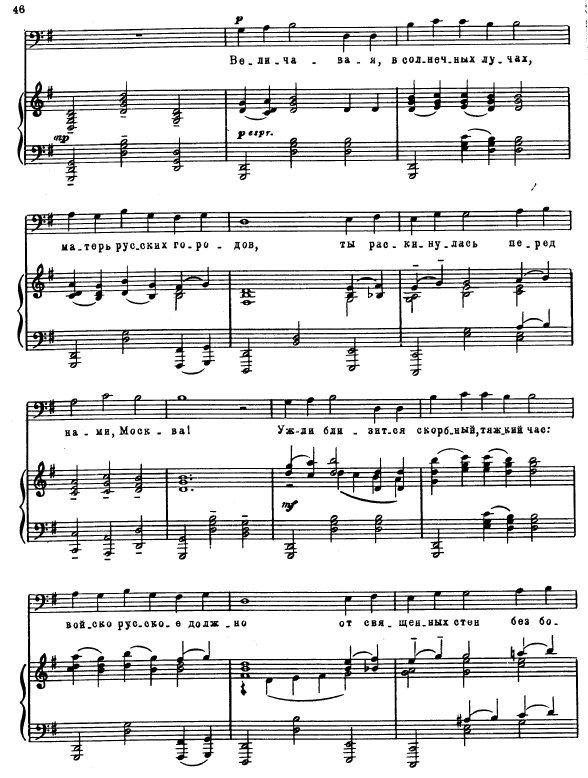

전쟁과 평화(러시아어: Война и мир)는 세르게이 프로코피예프가 작곡한 2부와 13장으로 구성된 러시아어 오페라이다. 때때로 5막으로 정렬되어 공연된다. 이 작품은 레오 톨스토이의 동명의 소설을 기초로 미라 멘델손과 프로코피예프가 대본을 작성하였다. 1942년 4월 18일 레닌그라드의 볼쇼이 극장에서 초연되었다.

## 등장인물

### 주요 배역
- 나타샤 로스토프 - 소프라노
- 일리야 로스토프 백작 - 나타샤의 아버지, 베이스
- 안드레이 볼콘스키 공작 - 나타샤의 연인, 바리톤
- 미하일 쿠투조프 원수 - 러시아 육군의 장군, 베이스
- 피에르 베주호프 백작 - 엘렌의 남편, 테너
- 엘렌 베주호바 - 메조소프라노
- 아나톨 쿠라긴 공작- 방탕한 엘렌의 오빠, 테너
- 나폴레옹 보나파르트, 베이스

### 조연
- 소냐 - 그녀의 사촌언니, 소프라노
- 마리아 드미트리에프나 아크라시모바 - 그녀의 시녀, 알토
- 돌로호프 - 아나톨의 친구
- 바스카 데니소프 중위, 베이스
- 플라톤 카라타예프, 테너
- 니콜라이 볼콘스키 공작 - 안드레이의 아버지, 베이스

### 기타
70명이 넘는 배역이 대본에 적혀있으며, 많은 가수들이 대부분 여러 역을 맡는다.
- 페론스카야 부인, 소프라노
- 마리야 볼콘스카야 공작녀 - 안드레이의 누나, 메조소프라노

## 줄거리
- 1800년경 러시아 모스크바

첫 번째 7개의 장은 나폴레옹의 침공으로 인한 주인공들의 운명을 다룬다.
마지막 4개의 장은 그들이 전쟁으로 감수하는 재난을 묘사한다.

### 1부: 평화
- 서곡이나 제사(題辭)가 진행된다.

- 1장: 저녁, 로스토프 가(家)의 저택 안 정원.

그곳을 방문한 안드레이가 잠을 이루지 못하고, 인생에 대한 환멸감을 토로한다. 반면 로스토프 가의 딸인 나타샤가 그녀의 사촌과 함께 삶을 찬미하는 노래를 부른다. 안드레이는 이들의 노래를 들으며, 새로이 삶의 희망을 가지게 된다.
- 2장: 1810년 신년, 상트페테르부르크의 한 무도회장
- 3장: 볼콘스키 공작의 궁전
- 4장: 무도회가 열리는 헬레네의 집
- 5장: 6월 12일, 돌로호프의 방
- 6장: 같은 날 오후, 로스토프의 저택
- 7장: 같은 날 더 늦은 시간

### 2부: 전쟁
- 만약 1부에서 제사가 연주되지 않으며, 대부분 이 시점에서 연주된다.

- 8장: 1812년 8월 25일, 보로디노 근방 러시아의 한 전투지
- 9장: 같은 날, 나폴레옹의 막사
- 10장: 이틀 뒤, 쿠투조프의 막사
- 11장: 불타는 모스크바
- 12장: 그동안 미티쉬의 한 소작농의 오두막
- 13장: 1812년 11월 스모렌스크로 가는 길

## 참고 문헌
- Harewood, George Lascelles, 7th Earl of (1987). Kobbé's complete opera book, 10th edition. London: The Bodley Head. ISBN 0-370-31017-9.
- Guerre et Paix (L'Avant-Scène Opéra, 194) (2000). Paris: Éditions Premières Loges. ISBN 2-84385-165-3 ISSN 0764-2873.